# Frederick Bates (botaniste)
Pour les articles homonymes, voir Frederick Bates et Bates.
Frederick Bates est un brasseur et un naturaliste britannique, né le 18 novembre 1829 à Leicester et mort le 6 octobre 1903 à Chiswick.
Il est le frère cadet de l’entomologiste Henry Walter Bates (1825-1892). Il dirige une brasserie à Leicester. Entomologiste amateur, il s’intéresse au Heteromera (en) et constitue des collections de Cicindelidae et d’autres coléoptères. Il s’intéresse à la fin de sa vie aux orchidées et aux algues.

## Source
- Anthony Musgrave, Bibliography of Australian Entomology, 1775-1930, with biographical notes on authors and collectors, Royal Zoological Society of News South Wales, Sydney, 1932, VIII-380 p.